# Lepidophyma radula
Lepidophyma radula là một loài thằn lằn trong họ Xantusiidae. Loài này được Smith mô tả khoa học đầu tiên năm 1942.